# Puget-Théniers
Puget-Théniers (wł. Poggetto Tenieri) – miejscowość i gmina we Francji, w regionie Prowansja-Alpy-Lazurowe Wybrzeże, w departamencie Alpy Nadmorskie.

## Historia
Miejscowość o dużym znaczeniu strategicznym w średniowieczu ze względu położenie pomiędzy Królestwem Francji a Świętym Cesarstwem Rzymskim Narodu Niemieckiego. W trakcie epidemii dżumy w XIV wieku zginęła 1/3 ludności. Podobnie jak całe księstwo Nicei miejscowość była ośrodkiem kontrrewolucji do czasu Restauracji.
W ramach reformy administracyjnej w 2014 roku Puget-Théniers utraciło status stolicy kantonu i zostało włączona do kantonu Vence.

## Zabytki

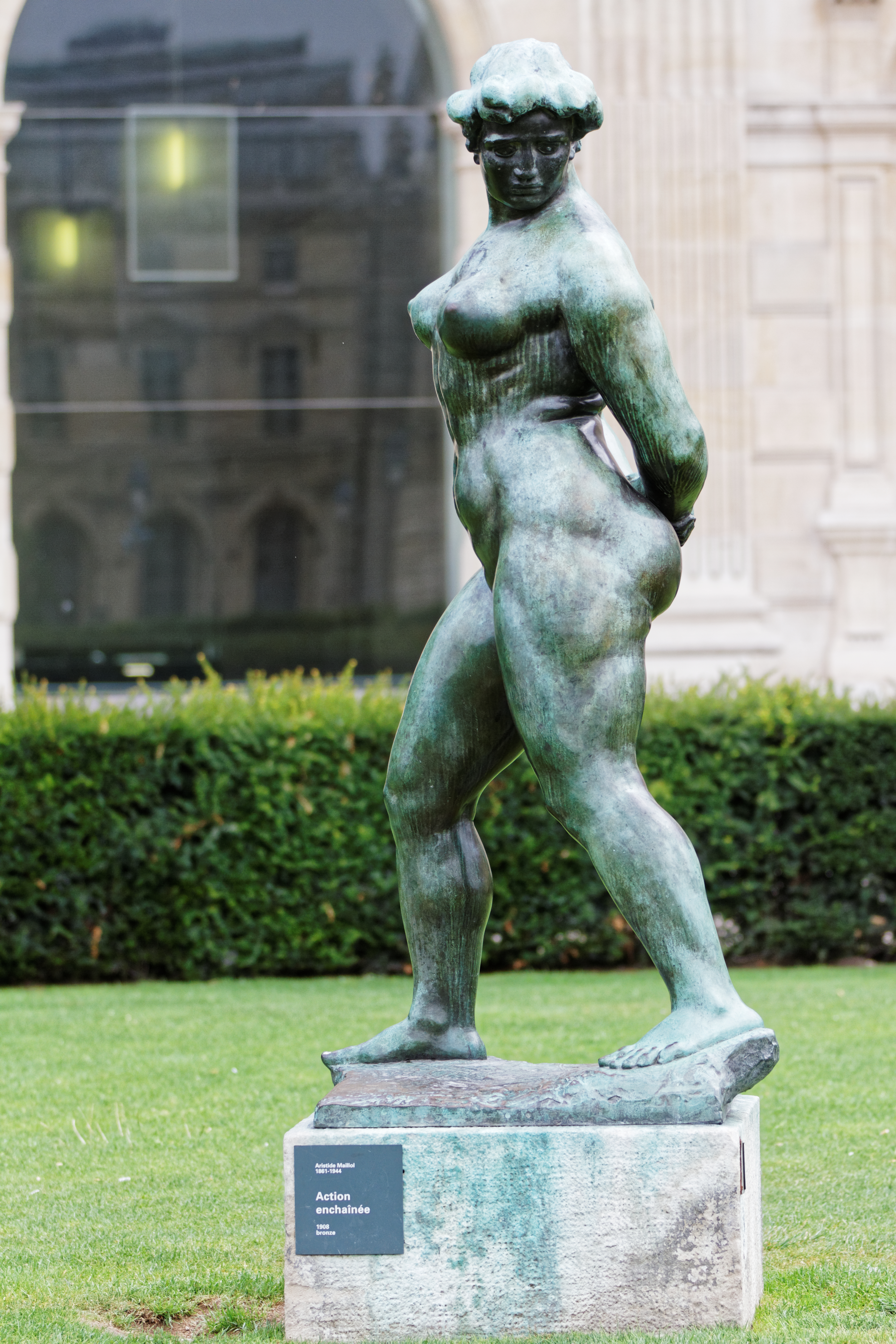
Rzeźba L'Action Enchaînée Aristide Maillola

- XIII-wieczny kościół pw. Wniebowzięcia Najświętszej Maryi.
- Pomnik L'Action Enchaînée Aristide Maillola przedstawiający stojącą, nagą kobietę z rękami splecionymi za plecami, symbol rewolucji[2].

## Znane osoby
8 lutego 1805 roku w ratuszu miejskim Puget-Théniers urodził się Louis Auguste Blanqui, działacz i przywódca rewolucyjny, uznawany za utopijnego socjalistę.